# 新温泉町立八田小学校
新温泉町立八田小学校（しんおんせんちょうりつ はったしょうがっこう）は、かつて兵庫県美方郡新温泉町千谷にあった公立小学校。
2012年度に新温泉町立温泉小学校へ統合されるのに伴い、2012年3月末をもって閉校した。

## 沿革
- 1874年（明治7年） - 竹田小学校設立
- 1892年（明治25年） - 口八田尋常小学校と改称。
- 1897年（明治30年） - 八田高等小学校開校。
- 1901年（明治34年） - 八田尋常高等小学校と改称。
- 1920年（大正9年） - 現在地に校舎を移転。
- 1941年（昭和16年）4月1日 - 国民学校令により八田国民学校と改称。
- 1947年（昭和22年）4月1日 - 学制改革により八田村立八田小学校と改称。
- 1954年（昭和29年）10月1日 - 美方郡八田村が温泉町と合併し、温泉町立八田小学校と改称。
- 1968年（昭和43年） - 鉄筋三階建の校舎に改築。
- 2005年（平成17年）10月1日 - 美方郡温泉町と浜坂町が合併し新温泉町発足に伴い、新温泉町立八田小学校と改称。
- 2012年（平成24年）
  - 3月31日 - 閉校。
  - 4月1日 - 新温泉町立温泉小学校へ統合。
- 2014年（平成26年） - 校舎が解体された。

## 通学区域
- あさひが丘、千原、鐘尾、千谷、宮脇、内山、越坂

## 進学先中学校
- 新温泉町立夢が丘中学校

## 周辺の主な施設
- おもしろ昆虫化石館

## 交通アクセス
- JR山陰本線浜坂駅より夢つばめ（新温泉町民バス）浜坂温泉線・湯村温泉行き「湯村温泉」下車。
  - 乗換：夢つばめバス海上線・海上行きまたは八田線・青下行き「千谷下」バス停下車。
- JR山陰本線鳥取駅より鳥取駅バスターミナル日本交通ゆめぐりエクスプレス湯村温泉行き「千谷下」下車。
  - ※湯村温泉から乗車した場合は下車できない。